# Рыжов, Дмитрий Александрович (1989)
Дми́трий Алекса́ндрович Рыжо́в (26 августа 1989, Тольятти) — российский футболист, нападающий.

## Биография
Окончил тольяттинскую Академию футбола имени Юрия Коноплёва.
В 2006—2007 годах играл за команду второго дивизиона «Крылья Советов-СОК». В ноябре 2007 года участвовал в составе сборной зоны «Урал-Поволжье» в турнире молодёжных команд на кубок ПФЛ «Надежда», где получил приз лучшему нападающему турнира. Зимой 2008 года перешёл в московский ЦСКА. В Премьер-лиге дебютировал 5 апреля 2008 года в выездном матче с «Тереком». В сезоне 2009 выступал на правах аренды в Первом дивизионе за владикавказскую «Аланию».
В 2010 году на правах аренды перебрался в «Урал», но, получив тяжёлую травму на предсезонных сборах, был вынужден пропустить сезон 2010.
В 2011 году выступал на правах аренды за саранскую «Мордовию».
В ноябре 2011 года был вызван на матч сборной Футбольной национальной лиги против сборной команды итальянской серии B, принял участие в матче.
24 января 2012 года перешёл в «Химки», подписав контракт на два с половиной года.
21 августа 2012 года вернулся в «Урал», подписав контракт до лета 2015 года.
С молодых лет был склонен к полноте, в 15 лет он уже весил 84 кг и при этом не следил за своим питанием — вес доходил до 90 кг. Осенью 2018 года играл в любительской лиге Тольятти, его вес достиг 114 кг в возрасте 30 лет. Однако он поставил перед собой цель сбросить вес в 90 кг.[уточнить]

### В сборной
Чемпион Европы 2006 года среди юношей не старше 17 лет. Член студенческой сборной России по футболу на Летней Универсиаде 2011 года.

## Достижения
- Серебряный призёр чемпионата России: 2008
- Обладатель Кубка России: 2008/09
- Победитель юношеского чемпионата Европы 2006